# Свистунов, Пётр Семёнович
Пётр Семёнович Свистуно́в (1732—1808) — сенатор, действительный тайный советник, генерал-аншеф.

## Биография
Сын лейтенанта флота Семёна Степановича Свистунова. Род Свистуновых происходит из Золотой Орды, откуда их предок выехал в Польшу, а оттуда во время вольнодержавства польского — в Россию. Его сын Истома Салтанович принял православие.
Пётр Свистунов учился в Сухопутном Шляхетном кадетском корпусе, когда там служил Сумароков. Свистунов участвовал с другими кадетами в первом представлении (конец 1749) трагедии Сумарокова «Хорев», в которой исполнял роль Оснельды. Для этого спектакля государыня Елизавета Петровна пожертвовала богатые костюмы, и есть известие, что она сама одевала и убирала Оснельду-Свистунова. Его товарищами по спектаклю были П. И. Мелиссино (позднее директор 2-го корпуса), игравший роль Кия, и Н. А. Бекетов (позднее адъютант при Разумовском) — Хорев. Вероятно, в связи с этим стоит то обстоятельство, что позднее выписанные в Петербург и помещённые в кадетский корпус актеры образовывались под руководством Свистунова, который был уже в то время выпущен в офицеры и оставлен при корпусе.
В июне 1762 года он был произведён в подполковники, в 1774 году — генерал-майор и домовладелец на 9-й линии Васильевского острова.
В 1771 году был назначен присутствующим в Государственной военной коллегии, а в 1774 году состоял в Комиссии по расчету претензий с Прусскою Камерою. В следующем 1775 году он был произведён в генерал-поручики и назначен Белгородским губернатором, а в 1779 году — правителем Курского наместничества. Здесь во время своего путешествия с ним познакомился известный Зуев и упоминал о нём очень сочувственно в своих записках. Свистунов заботился об увеличении благосостояния Курска, делал наблюдения над гигиеническим положением города, собирал коллекцию червей, находимых в печени животных, вследствие дурной воды. В то же время он интересовался семейной историей, собирал для неё материалы и думал со временем их обработать.

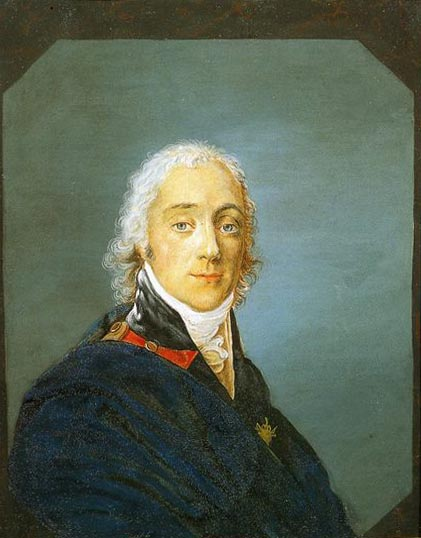
Сын — Николай Петрович Свистунов

В 1782 году Свистунов был устранён от службы, и Сенату было повелено рассмотреть о нём дело, вследствие обвинения его в разных преступлениях по губернаторской должности. В 1793 году он был уволен, согласно прошению, от службы, но после вступления на престол императора Павла І, в 1796 году, был пожалован в генерал-аншефы и назначен к присутствованию в Государственной военной коллегии, а в день коронования императора действительный тайный советник П. С. Свистунов был награждён орденом Св. Александра Невского. Назначенный в 1797 году сенатором, Свистунов с 1799 года был главным директором Государственного Ассигнационного Банка (до 1802 года) и присутствовал в Комиссии по учреждению школ. 7 сентября 1803 года Высочайше повелено присутствовать ему в комитете для просмотра министерских отчетов.
Умер в 1808 году.
Был женат на Александре Егоровне Неплюевой, в браке с которой родился сын:
- Николай Петрович Свистунов (09.07.1770 — 16.08.1815) — действительный статский советник, камергер.

## Награды
- Орден Святой Анны (1 января 1780)[2]
- Орден Святого Александра Невского (5 апреля 1797)[2]
- Орден Святого Иоанна Иерусалимского большой крест (30 декабря 1800)[2]

## Литературная деятельность
Свистунов перевел на русский язык комедии Вольтера «Амфитрион» и Мольера «Мещанин во дворянстве», а также «Детское Училище» (4 части).
Ещё в XVIII веке Свистунов был известен, как автор многих элегий, песен и мелких стихотворений. Есть известие также, что он писал трагедии и начал писать Русскую Историю. Почти ничего от всего этого, однако, не было напечатано. Из цитируемой ниже статьи в «Библиографических Записках» известно, что в 1858 г. рукопись Свистунова — перевод Вольтеровой комедии «l’Jndiscret» — находилась в Парижской Национальной (тогда Императорской) Библиотеке.